# La fuga de los Zapadores
La fuga de los Zapadores es un hecho ocurrido en la Academia Especial de Ingenieros de Alcalá de Henares durante el levantamiento contra los franceses, en los inicios de la Guerra de la Independencia Española de 1808. Tanto la Academia como las pocas unidades que quedaban del Regimiento de Ingenieros de Alcalá se unirían a los sublevados, desplazándose hasta Valencia donde serían reorganizados como Regimiento.

## Orígenes
En 1803, en el marco de una reforma general del Cuerpo de Ingenieros, se cerraron las antiguas academias de Ingenieros al tiempo que se abría una nueva en Alcalá de Henares que se ubicarían en dos antiguos conventos, los de San Basilio y de la Merced Calzada. La elección de la ciudad de Alcalá se debía a su proximidad a la Corte y al prestigio de su antigua y prestigiosa Universidad.
El mando de la Academia recayó en el Coronel Jefe del recién creado Regimiento Real de Zapadores Minadores, cuyo acuartelamiento también estaba en Alcalá de Henares, muy próximo a la Academia. El primer Jefe de ambas instituciones (Academia y Regimiento) fue el coronel Vicente Heredia, que murió prematuramente en 1804 y fue sustituido por el también Coronel del Cuerpo Manuel de Pueyo y Díez, quien se mantuvo en el puesto hasta la disolución de la Academia en 1808 a causa del inicio de la Guerra de la Independencia.

## Desarrollo

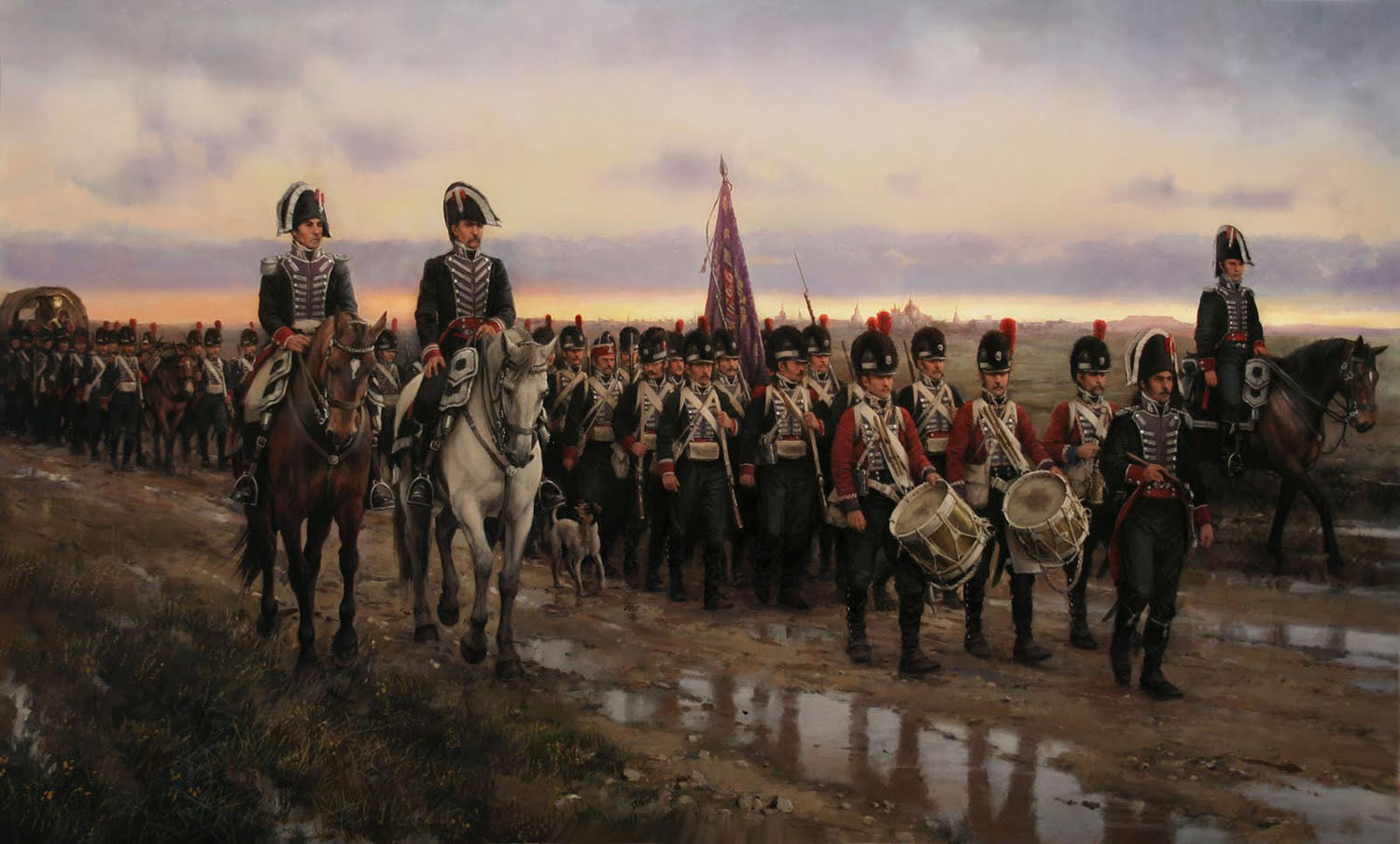
Augusto Ferrer-Dalmau. Regimiento Real de Minadores-Zapadores abandonando Alcalá de Henares el 24 de mayo de 1808

Las noticias de los acontecimientos ocurridos a principios de mayo de 1808 en Madrid y que supusieron el inicio de la Guerra de la Independencia Española, llegaron rápidamente a Alcalá, donde solo quedaban algunos restos del Regimiento, además de la Academia, debido a su dedicación en numerosos trabajos por toda la península ibérica y a la disolución de gran parte de las unidades como consecuencia del Tratado de Fontainebleau (1807).
El día 23 de mayo los soldados se mostraron con gran desosiego por las noticias que se estaban recibiendo de la capital, aspecto que los oficiales achacaron al rumor de que se iba a comenzar a recibir el prest (la paga de los soldados franceses) en vez de la habitual. En la mañana siguiente, las dos compañías formaron sus cuadros y fueron visitadas por separado por el Coronel Pueyo, quien les transmitió que conocía sus temores y ofreció a todo soldado que así lo quisiera ser destinado a las distintas compañías destacadas en trabajos en la península. La propuesta no fue aceptada por nadie y ambas compañías proclamaron "preferir morir de hambre a comer el rancho costeado por el dinero francés".
Todo ello provocó que algunos oficiales, alumnos y profesor de la Academia, empezaran a preparar la salida de lo que quedaba de las fuerzas de Ingenieros de Alcalá, inicialmente con destino a Cuenca, donde se tenían noticias que había triunfado el levantamiento y consideraban que podrían requerir de su auxilio.
A la hora de la lista de retreta del día 24 de mayo formaron las dos compañías con las armas frente al cuartel y marcharon a casa del coronel donde una comisión de oficiales se reunió con él para comunicarle que ambas compañías marchaban a Cuenca y pidieron que el coronel marchase con ellas. El coronel Pueyo no desaprobó su decisión pero decidió no acompañarles.
El coronel inicialmente era contrario a sublevarse contra los franceses, pero el sargento mayor Julián Albo Helguero junto a los subtenientes Francisco López, José Segovia, Mariano Albo y Salvador Manzanares (los cuatro aún alumnos de la Academia) sí se posicionaron a favor de hacerlo y dirigir las dos compañías que restaban en el cuartel (las otras 8 estaban desplegadas desde hacía tiempo en distintas misiones) a Cuenca para liberar la ciudad y servir de ejemplo para el resto de ciudades de España.
A las doce de la noche de ese mismo día iniciaron la marcha todas las compañías con destino a Cuenca, en perfecta formación, con los oficiales en sus puestos, la bandera desplegada, batiendo tambores y seguidos de algunos carros y acémilas que llevaban la munición y el resto de armamento, el utillaje y los pertrechos. Durante los días siguientes siguieron su marcha, con la moral en declive por la falta de noticias, hasta el día 29, cuando les llegó la noticia de la proclama que había dado en Valencia el Conde de Cervellón llamando a las armas para combatir a los franceses. Al día siguiente, ante las noticias de la actitud dudosa de las autoridades de Cuenca, deciden dirigirse a Valencia.
Los zapadores efectuaron su entrada en Valencia el 7 de junio, 14 días después de partir de Alcalá de Henares, recibiendo una calurosa bienvenida por la población de la ciudad. Inmediatamente después se reorganizó en Valencia, al mando del sargento mayor Veguer, y sobre la base de las dos compañías salidas de Alcalá, el Regimiento de Zapadores.
Por otra parte los jefes y oficiales que se quedaron en Alcalá también terminaron por incorporarse a los sublevados el 6 de junio del mismo año. tras recibir la orden de Joaquín Murat de trasladarse a Madrid, el coronel Manuel Pueyo, antiguo director de la Academia, y once jefes y oficiales más que permanecieron con él en Alcalá de Henares, se marcharon a Zaragoza, donde tomaron parte en los trabajos de fortificación llevados a cabo durante los dos sitios de la ciudad. Finalmente el 20 de julio huyó de Madrid el general Samper, comandante general interino del Cuerpo de Ingenieros, junto a los jefes y oficiales del Cuerpo que quedaban en la capital.

## Repercusiones y reconocimiento
Esta acción fue considerada como el primer hecho de relevancia militar de toda la Guerra de la Independencia Española, y supuso que el Regimiento Real de Zapadores Minadores y la Academia de Ingenieros de Alcalá de Henares se convirtieron en las dos primeras unidades organizadas que, con su bandera al frente, proclamaron la independencia contra Napoleón y sus representantes.
A todos ellos se les concedieron una condecoración, llamada la Cruz de la Fuga de los Zapadores, que para los que salieron en la primera expedición el 24 de mayo, llevaría la inscripción: Mi lealtad y valor te conservaron, y para los oficiales que partieron posteriormente La lealtad y valor nos decidieron.